# Hai Bà Trưng
Hai Bà Trưng är ett vietnamesiskt distrikt i Hanoi som ligger söder om Hoan Kiem distriktet. I Hai Ba Trung finns en av Hanois större sjöar, Ho Ba Mau, som ligger i Thong Nhat-parken (kallades tidigare Leninparken). Söder om sjön går den mycket trafikerade Dai Co Viet gatan och där finner man ett stort universitetsområde, Bach Khoa och flera sjukhus, bland annat Bach Mai och det Franska sjukhuset.
Den mycket gamla gatan Bach Mai är en central gata på den södra sidan av Hai Ba Trung och där ligger ännu en av Hanois stora kompletta marknader som heter Öppna Marknaden, Cho Mo, och flera butiker som säljer kläder. Fortsätter man söderut kommer man till Hanois största busstation Giap Bat där alla södergående bussar utgår ifrån. Distriktet är uppkallat efter trungsystrarna.